# Arondismentul 18 din Paris
Arondismentul 18 (în franceză 18e arrondissement) este unul dintre cele douăzeci de arondismente din Paris. Este situat pe malul drept al fluviului Sena. Este delimitat la nord de comunele Saint-Ouen și Aubervilliers, la est de arondismentul 19, la sud de arondismentele 10 și 9, și la vest de arondismentul 17. Include cartierul Montmartre.

## Demografie
| An                      | Populație | Densitate (loc. pe km²) |
| ----------------------- | --------- | ----------------------- |
| 1861                    | 106.356   |                         |
| 1866                    | 130.456   |                         |
| 1872                    | 131.700   |                         |
| 1931 (vârf de populare) | 288.810   | 48.095                  |
| 1962                    | 254.974   | 42.460                  |
| 1968                    | 236.776   | 39.430                  |
| 1975                    | 208.970   | 34.799                  |
| 1982                    | 186.866   | 31.118                  |
| 1990                    | 187.657   | 31.250                  |
| 1999                    | 184.586   | 30.713                  |
| 2006                    | 192.042   | 31.953                  |
| 2007                    | 191.523   | 31.867                  |
| 2008                    | 197.173   | 32.807                  |

## Administrație

### Primăria
| Alegere | Nume            | Partid | Mențiuni                              |
| ------- | --------------- | ------ | ------------------------------------- |
| 1983    | Roger Chinaud   | UDF    | Ales în 1983 și 1989.                 |
| 1995    | Daniel Vaillant | PS     | Ales în 1995.                         |
| 2001    | Annick Lepetit  | PS     | Aleasă în 2001, a demisionat în 2003. |
| 2003    | Daniel Vaillant | PS     | Ales în 2003 și 2008.                 |
| 2014    | Éric Lejoindre  | PS     | Ales în 2014.                         |

## Locuri

### Instituții
- Cimetière Saint-Vincent
- Cimetière du Calvaire
- Cimetière de Montmartre
- Hôpital Bretonneau
- Hôpital Bichat-Claude-Bernard

### Principalele monumente
- Monumente civile
  - Halle Pajol

- Monumente religioase
  - Bazilica Sacré-Cœur din Paris

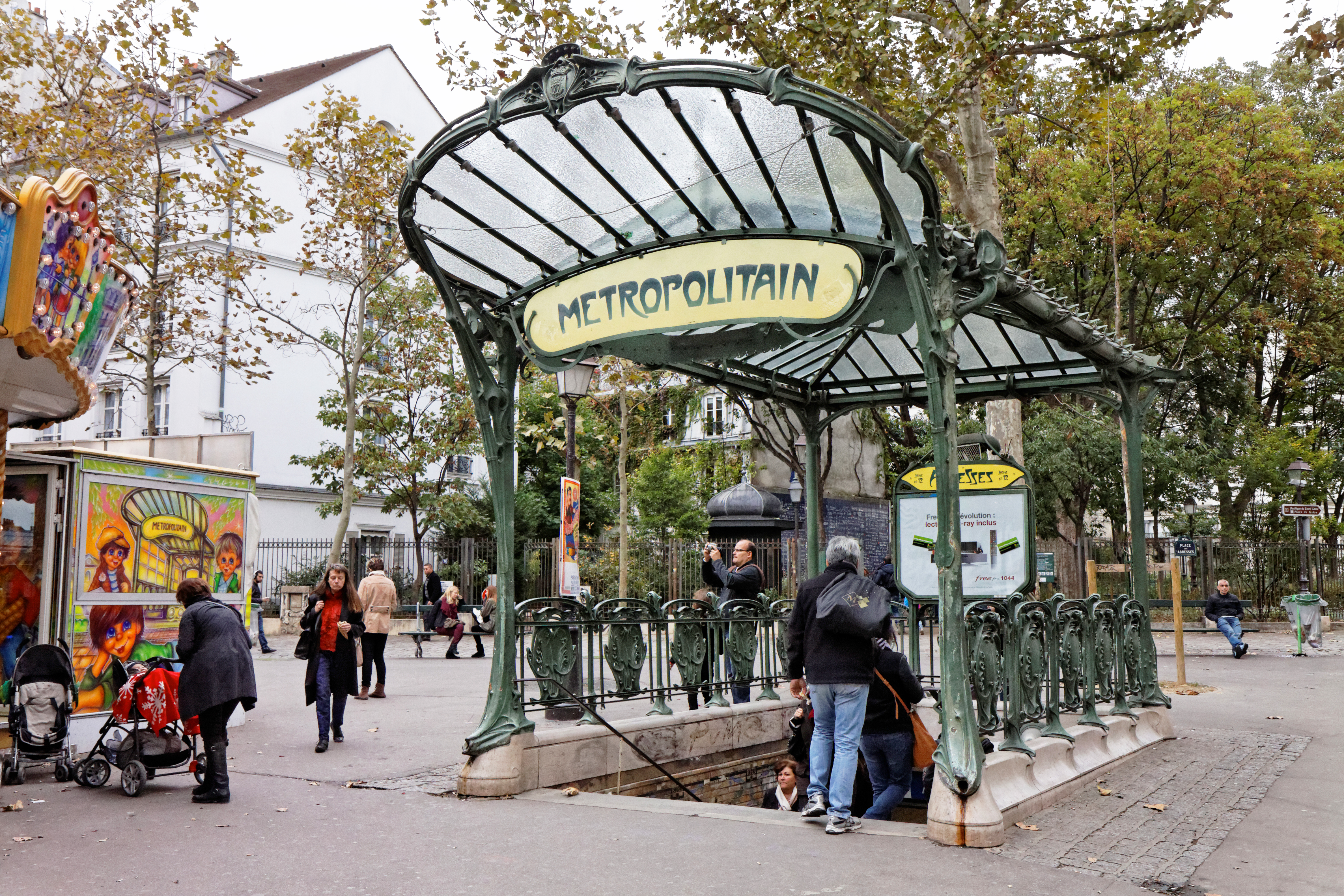
Stația de metrou „Abbesses”

  - Église Saint-Pierre de Montmartre
  - Église Saint-Jean de Montmartre
  - Église Saint-Bernard de la Chapelle
  - Église Notre-Dame de Clignancourt
  - Église Saint-Denys de la Chapelle
  - Église Notre-Dame-du-Bon-Conseil (Paris)
  - Église Sainte-Hélène (Paris)
  - Église Sainte-Geneviève des Grandes Carrières
  - Église Saint-Sava (biserică ortodoxă serbă)

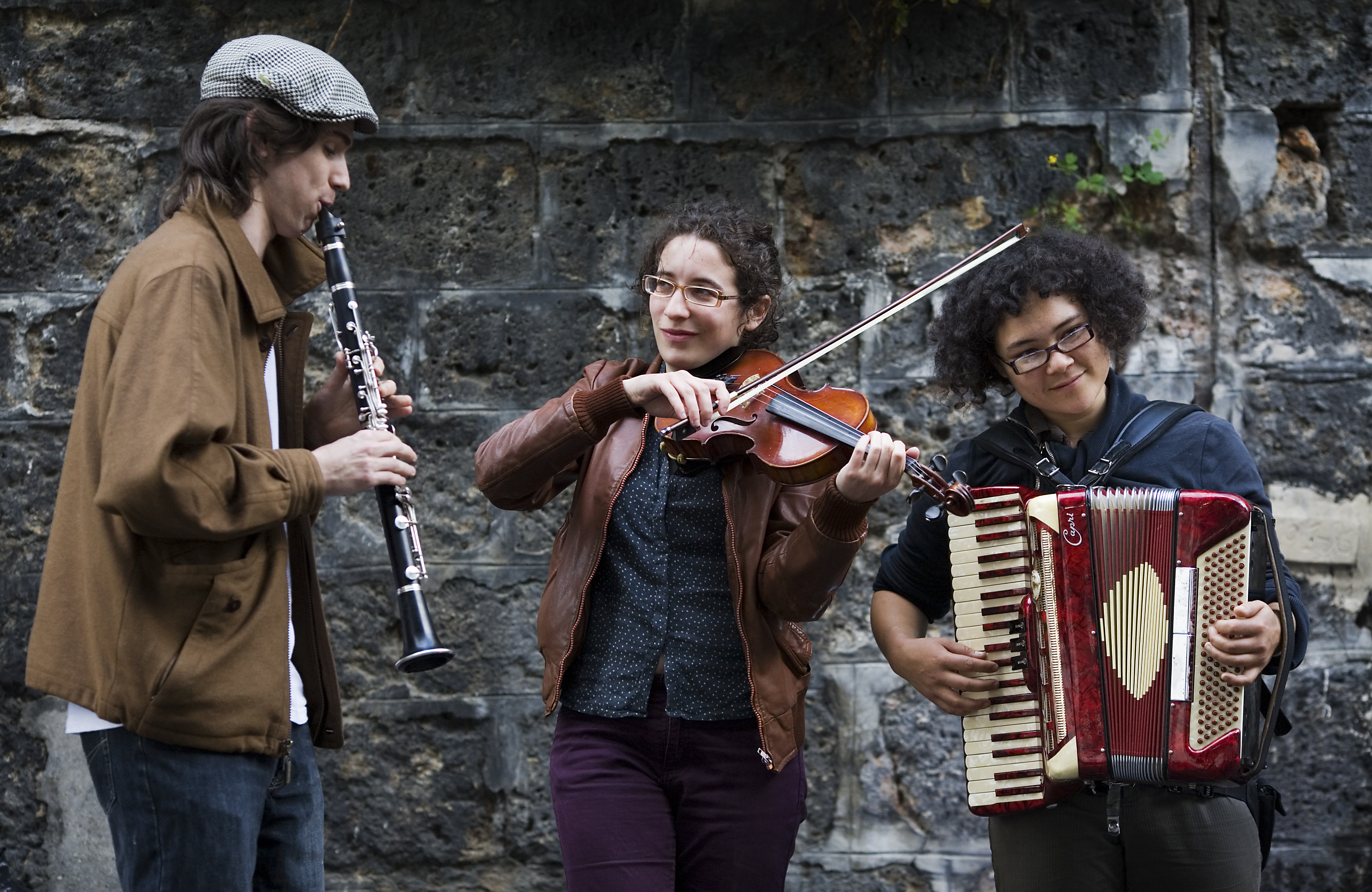
Artiști de stradă în cartierul Montmartre

- Facilități sportive
  - Piscine Hébert
  - Piscine des Amiraux

- Sale de spectacole
  - Moulin Rouge
  - Moulin de la galette
  - Théâtre de l'Atelier
  - Théâtre des Abbesses
  - Les Trois Baudets
  - L'Étoile du Nord
  - Théâtre de Dix heures
  - Théâtre de la Reine Blanche
  - Le Trianon
  - Théâtre des Deux Ânes
  - La Cigale

### Piețe și străzi
- Place de Clichy
- Place du Tertre
- Place Dalida

## Legături externe
- Site-ul oficial